# Turn-Weltmeisterschaften 2019
Die 49. Turn-Weltmeisterschaften im Kunstturnen fanden vom 4. bis zum 13. Oktober 2019 in Stuttgart statt.
Am 16. Mai 2015 setzte sich Stuttgart mit seiner Bewerbung gegen das niederländische Rotterdam durch. Dies gab der Weltverband FIG in Melbourne bekannt. Es waren die dritten Titelkämpfe in der Stadt nach 1989 und 2007. Der Austragungsort war wieder die bis zu 15.500 Zuschauer fassende Hanns-Martin-Schleyer-Halle. Die Veranstalter rechneten mit 80.000 Zuschauern: Bei den Weltmeisterschaften wurden auch Startplätze für die Olympischen Spiele 2020 in Tokio vergeben.

## Medaillen

### Medaillenspiegel
| Platz  | Land                   | Gold | Silber | Bronze | Gesamt |
| ------ | ---------------------- | ---- | ------ | ------ | ------ |
| 1      | Vereinigte Staaten     | 5    | 2      | 1      | 8      |
| 2      | Russland               | 3    | 3      | 3      | 9      |
| 3      | Vereinigtes Königreich | 2    | 1      | 1      | 3      |
| 4      | Türkei                 | 1    | 1      | 0      | 2      |
| 5      | Belgien                | 1    | 0      | 0      | 1      |
|        | Brasilien              | 1    | 0      | 0      | 1      |
|        | Philippinen            | 1    | 0      | 0      | 1      |
| 8      | Volksrepublik China    | 0    | 2      | 3      | 5      |
| 9      | Italien                | 0    | 1      | 1      | 2      |
| 10     | Chinesisch Taipeh      | 0    | 1      | 0      | 1      |
|        | Kroatien               | 0    | 1      | 0      | 1      |
|        | Israel                 | 0    | 1      | 0      | 1      |
| 13     | Japan                  | 0    | 0      | 2      | 2      |
|        | Ukraine                | 0    | 0      | 2      | 2      |
| 15     | Frankreich             | 0    | 0      | 1      | 1      |
|        | Irland                 | 0    | 0      | 1      | 1      |
| Gesamt | Gesamt                 | 14   | 14     | 14     | 42     |

### Medaillengewinner
| Disziplin       | Gold               | Silber              | Bronze             |
| --------------- | ------------------ | ------------------- | ------------------ |
| Männer          |                    |                     |                    |
| Einzelmehrkampf | Nikita Nagorny     | Artur Dalalojan     | Oleh Wernjajew     |
| Teammehrkampf   | Russland           | Volksrepublik China | Japan              |
| Bodenturnen     | Carlos Yulo        | Artem Dolgopyat     | Xiao Ruoteng       |
| Seitpferd       | Max Whitlock       | Lee Chih-kai        | Rhys McClenaghan   |
| Ringe           | Ibrahim Colak      | Marco Lodadio       | Samir Ait Said     |
| Sprung          | Nikita Nagorny     | Artur Dalalojan     | Ihor Radiwilow     |
| Barren          | Joe Fraser         | Ahmet Onder         | Kazuma Kaya        |
| Reck            | Arthur Mariano     | Tin Srbić           | Artur Dalalojan    |
| Frauen          |                    |                     |                    |
| Einzelmehrkampf | Simone Biles       | Tang Xijing         | Angelina Melnikowa |
| Teammehrkampf   | Vereinigte Staaten | Russland            | Italien            |
| Sprung          | Simone Biles       | Jade Carey          | Ellie Downie       |
| Stufenbarren    | Nina Derwael       | Becky Downie        | Sunisa Lee         |
| Schwebebalken   | Simone Biles       | Liu Tingting        | Li Shijia          |
| Bodenturnen     | Simone Biles       | Sunisa Lee          | Angelina Melnikowa |